# Yannick Hanfmann
Yannick Hanfmann, né le 13 novembre 1991 à Karlsruhe, est un joueur de tennis allemand, professionnel depuis 2015.

## Carrière
Yannick Hanfmann joue jusqu'en 2015 dans le Championnat NCAA pour l'Université de Californie du Sud.
Il a remporté 5 titres en simple et 2 en double sur le circuit ITF.
Il se distingue en 2017 en se qualifiant pour les quarts de finale du tournoi de Munich après avoir éliminé Thomaz Bellucci. Il atteint ensuite la finale du tournoi Challenger de Chimkent, puis passe le premier tour du tournoi de Stuttgart. Fin juillet, il crée la surprise en jouant sa première finale ATP à Gstaad à sa 7e participation à un tournoi de cette catégorie. Issu des qualifications, il élimine trois têtes de série : Feliciano López (7-65, 3-6, 6-1), João Sousa (6-710, 6-2, 6-2) et Robin Haase (3-6, 7-66, 7-64). Il s'incline en finale contre Fabio Fognini (6-4, 7-5).
Après deux saisons inégales, il rebondit en 2020 en parvenant en finale du tournoi de Kitzbühel face à Miomir Kecmanović. Peu après, il élimine Gaël Monfils au premier tour du tournoi de Hambourg. Il est aussi quart de finaliste en Sardaigne. En 2021, il est demi-finaliste de l'Open de Suède. Il décroche début 2022 sa première victoire dans un tournoi du Grand Chelem à l'Open d'Australie contre Thanasi Kokkinakis.
En 2023, il obtient de bons résultats dans les tournois ATP en étant quart de finaliste à Santiago, demi-finaliste à Houston en battant Tommy Paul et en franchissant deux tours à Madrid après avoir disputé les qualifications. Il crée ensuite la surprise en accédant aux quarts de finale au Masters 1000 de Rome après être de nouveau sorti des qualifications, avoir battu le Chilien Nicolás Jarry (6-4, 6-4), l'Italien Marco Cecchinato (6-4, 4-6, 6-3) et deux membres du top 10, l'Américain Taylor Fritz (6-4, 6-1) et le récent lauréat de Monte-Carlo Andrey Rublev (7-6, 4-6, 6-3). Il s'arrête à ce stade, battu par un autre Russe, le numéro trois mondial Daniil Medvedev (6-2, 6-2), futur vainqueur en capitale italienne.
Il a remporté 6 tournois Challenger en simple : à Ismaning en 2017, à Chimkent et Brunswick en 2018, à Ludwigshafen et Augsbourg en 2019 et à Todi en 2020.

## Vie personnelle
Hanfmann souffre d'une surdité partielle depuis la naissance[réf. nécessaire].

## Palmarès

### Finales en simple
| No | Date       | Nom et lieu du tournoi              | Catégorie | Dotation  | Surface      | Vainqueur         | Score    |          |
| -- | ---------- | ----------------------------------- | --------- | --------- | ------------ | ----------------- | -------- | -------- |
| 1  | 24-07-2017 | J. Safra Sarasin Swiss Open, Gstaad | ATP 250   | 482 060 € | Terre (ext.) | Fabio Fognini     | 6-4, 7-5 | Parcours |
| 2  | 08-09-2020 | Generali Open, Kitzbühel            | ATP 250   | 542 695 € | Terre (ext.) | Miomir Kecmanović | 6-4, 6-4 | Parcours |

## Parcours dans les tournois duGrand Chelem

### En simple
| Année | Open d'Australie | Open d'Australie | Internationaux de France | Internationaux de France | Wimbledon       | Wimbledon     | US Open         | US Open          |
| ----- | ---------------- | ---------------- | ------------------------ | ------------------------ | --------------- | ------------- | --------------- | ---------------- |
| 2018  | —                | —                | —                        | —                        | —               | —             | 1er tour (1/64) | P. Kohlschreiber |
| 2019  | —                | —                | 1er tour (1/64)          | Rafael Nadal             | —               | —             | —               | —                |
|       |                  |                  |                          |                          |                 |               |                 |                  |
| 2021  | 1er tour (1/64)  | Andrey Rublev    | 1er tour (1/64)          | Henri Laaksonen          | 1er tour (1/64) | Jiří Veselý   | 1er tour (1/64) | Alexander Bublik |
| 2022  | 2e tour (1/32)   | Rafael Nadal     | —                        | —                        | —               | —             | —               | —                |
| 2023  | 1er tour (1/64)  | Rinky Hijikata   | 2e tour (1/32)           | Francisco Cerúndolo      | 1er tour (1/64) | Taylor Fritz  | 1er tour (1/64) | Jannik Sinner    |
| 2024  | 1er tour (1/64)  | Gaël Monfils     | 1er tour (1/64)          | Francisco Cerúndolo      | 1er tour (1/64) | Jannik Sinner | —               | —                |
| 2025  | 1er tour (1/64)  | Marcos Giron     | 1er tour (1/64)          | Lorenzo Musetti          | —               | —             |                 |                  |

N.B. : à droite du résultat se trouve le nom de l'ultime adversaire.

### En double messieurs
| Année | Open d'Australie                                                                   | Open d'Australie                      | Internationaux de France | Internationaux de France | Wimbledon                                                                       | Wimbledon | US Open | US Open |
| ----- | ---------------------------------------------------------------------------------- | ------------------------------------- | ------------------------ | ------------------------ | ------------------------------------------------------------------------------- | --------- | ------- | ------- |
| 2021  | 2e tour (1/16) K. Krawietz \|\| style="text-align:left;" \| P.-H. Herbert N. Mahut | —                                     | —                        | —                        | —                                                                               | —         | —       |         |
|       |                                                                                    |                                       |                          |                          |                                                                                 |           |         |         |
| 2023  | —                                                                                  | —                                     | —                        | —                        | 1er tour (1/32) P. Cachín \|\| style="text-align:left;" \| T. Samuel C. Thomson | —         | —       |         |
| 2024  | 1/2 finale D. Köpfer \|\| style="text-align:left;" \| S. Bolelli A. Vavassori      | 2e tour (1/16) D. Köpfer \|\| Forfait | —                        | —                        | —                                                                               | —         |         |         |

N.B. : le nom du partenaire se trouve sous le résultat ; les noms des ultimes adversaires se trouvent à droite.

## Parcours dans lesMasters 1000
| Année | Indian Wells          | Miami                | Monte-Carlo      | Madrid              | Rome                      | Canada | Cincinnati           | Shanghai           | Paris |
| ----- | --------------------- | -------------------- | ---------------- | ------------------- | ------------------------- | ------ | -------------------- | ------------------ | ----- |
| 2021  | —                     | 2e tour K. Khachanov | —                | —                   | —                         | —      | —                    | n.o.               | —     |
|       |                       |                      |                  |                     |                           |        |                      |                    |       |
| 2023  | —                     | —                    | —                | 3e tour D. Altmaier | 1/4 de finale D. Medvedev | —      | 1er tour M. McDonald | 2e tour C. Eubanks | —     |
| 2024  | 2e tour T. Griekspoor | 3e tour G. Dimitrov  | 1er tour A. Fils | 1er tour J. Menšík  | 2e tour A. Tabilo         | —      | —                    | —                  | —     |

N.B. : sous le résultat se trouve le nom de l’ultime adversaire.

## Victoire sur le top 10
Toutes ses victoires sur des joueurs classés dans le top 10 de l'ATP lors de la rencontre.
| Légende      |
| Grand Chelem |
| Masters 1000 |
| ATP 500      |
| ATP 250      |

| # | Y.H.   | Tournoi  | Année | Surface      | Adversaire         | Rang | Tour | Score          |
| - | ------ | -------- | ----- | ------------ | ------------------ | ---- | ---- | -------------- |
| 1 | no 103 | Hambourg | 2020  | Terre battue | Gaël Monfils       | no 9 | 1/16 | 6-4, 6-3       |
| 2 | no 101 | Rome     | 2023  | Terre battue | Taylor Fritz       | no 9 | 1/32 | 6-4, 6-1       |
| 3 | no 101 | Rome     | 2023  | Terre battue | Andrey Rublev      | no 6 | 1/8  | 7-65, 4-6, 6-3 |
| 4 | no 48  | Majorque | 2023  | Gazon        | Stéfanos Tsitsipás | no 5 | 1/8  | 6-4, 3-6, 6-2  |

## Classements ATP en fin de saison
| Année          | 2008 | 2009 | 2010 | 2011 | 2012 | 2013 | 2014 | 2015 | 2016 | 2017 | 2018 | 2019 | 2020 | 2021 | 2022 | 2023 |
| Rang en simple | 1414 | 1188 | 923  | 1241 | 1557 | 1222 | 849  | 657  | 314  | 119  | 158  | 174  | 99   | 127  | 130  | 51   |
| Rang en double | –    | –    | –    | –    | –    | 1096 | –    | 1062 | 789  | 538  | 299  | –    | 879  | 282  | 565  | 870  |

Source : (en) Classements de Yannick Hanfmann sur le site officiel de la Fédération internationale de tennis